# グアダラハラ大学
グアダラハラ大学（グアダラハラだいがく、スペイン語: Universidad de Guadalajara）は、メキシコのグアダラハラにある公立大学。メキシコでは歴史の古い大学のひとつである。

## 概要
10万人の学生を抱える大規模大学でハリスコ州内に15のキャンパスを展開している。主な卒業生に建築家のルイス・バラガンや作家のマリアノ・アスエラ、映画監督のギレルモ・デル・トロなど。

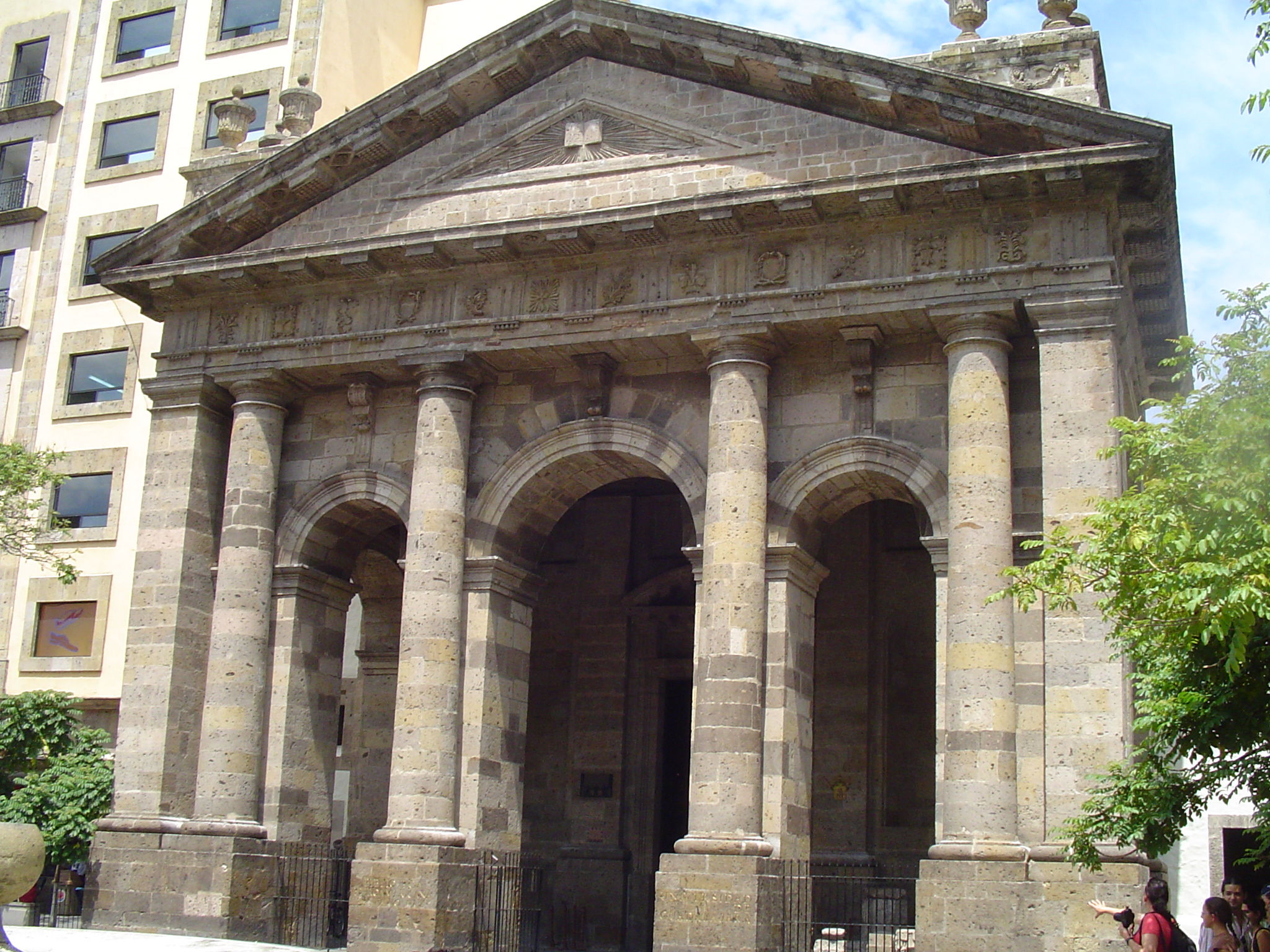